# Austroicetes vulgaris
Austroicetes vulgaris är en insektsart som först beskrevs av Sjöstedt 1932.  Austroicetes vulgaris ingår i släktet Austroicetes och familjen gräshoppor. Inga underarter finns listade i Catalogue of Life.